# Raimundo García Domínguez
Raimundo García Domínguez, más conocido como Borobó (Puentecesures, 10 de julio de 1916 - Santiago de Compostela, 28 de agosto de 2003) fue un escritor y periodista español.

## Trayectoria
Hijo del doctor Víctor García García-Lozano y de su esposa, Dolores Domínguez Sierra,  estudió Filosofía y Letras en la Universidad de Santiago de Compostela. Durante la Segunda República se incorporó al partido Izquierda Republicana, pero la abandonó con Xoán Xesús González para formar Vanguardia de Izquierda Republicana, de la que fue secretario de actas. En 1936 la guerra civil española lo sorprendió en Santander, donde asistía a la Universidad Internacional de Verano. Se trasladó a Madrid y participó en la defensa de la ciudad en unidades de artillería y transporte. Ingresó en la Unión General de Trabajadores, e inició su faceta periodística, con colaboraciones en la redacción de Estímulo, portavoz de las unidades de artillería en las que participaba. Cuando acabó la guerra se afilió al PSOE.
Después de la guerra pasó por diversos campos de concentración y tuvo que hacer el servicio militar en Marruecos durante varios años. A su regreso a la vida civil, reanudó su labor periodística participando en la publicación Finisterre y, entre 1944 y 1946, en El Español, La Estafeta Literaria, Fantasía y Madrid. De manera clandestina siguió en contacto con los socialistas gallegos y la dirección del PSOE.
En 1946 regresó a Galicia y se incorporó a la redacción de La Noche, de la que fue director, y en la que dio cabida a nuevos escritores que acabarían siendo conocidos con el sobrenombre de Xeración 'La Noche'. Entre 1949 y 1966 fue cronista oficial de Compostela.  Se hizo cargo de la dirección de El Correo Gallego en 1960, para posteriormente marchar de nuevo a Madrid, trabajando en la Agencia EFE hasta su jubilación. En la última parte de su vida se retiró a Trebonzos, un pequeño pueblo de Boiro desde el que se divisa el pueblo de Rianjo .

## Seudónimos y heterónimos
Aunque Borobó es su seudónimo más conocido, también fue conocido por otros seudónimos y heterónimos, entre ellos los de Raimundo Lozano, J. Sierra, Ángel Novo, Xoán Porreás, Tina o La Piñeira .